# Jimmy Vérove
Jimmy Vérove (Gravelines, 24 settembre 1970) è un ex cestista e allenatore di pallacanestro francese.
È figlio di Yves-Marie Vérove e fratello di Franck Vérove.

## Palmarès
- Campionato francese: 5

CSP Limoges: 1987-88, 1988-89, 1989-90, 1992-93, 1993-94
- Coppa di Francia: 2

CSP Limoges: 1994, 1995
- Coppa dei Campioni: 1

CSP Limoges: 1992-93